# Pala (Bobo-Dioulasso)
Pour les articles homonymes, voir Pala.
Pala est une commune rurale du département de Bobo-Dioulasso de la province du Houet dans la région des Hauts-Bassins au Burkina Faso.

## Géographie
Pala est située dans le 5e arrondissement du département de Bobo-Dioulasso, à environ 15 km du centre de Bobo-Dioulasso.
Le village de Pala a été créé par deux personnes, l'une venait de kôrô et l'autre de Léguema. Celui de kôrô était un chasseur forgeron. Il habitait dans une hutte entre les deux rivières dans une forêt. Celui de Leguema qui, lui était un peu excentré vers le nord est était un cultivateur réfugié à cause des guerres tribales. Ils se sont rencontrés et ils ont fondé le village. lui de Leguema a dit comme chez toi est noir à cause de fumée de la forge c'est toi le premier à venir ici donc c'est toi le chef,hors c'était le contraire. C'est pour cela le site du village de pala a 02 têtes. Ainsi est né le village de Pala. Par la suite c'est pourquoi y'a le konsa (grande maison) et y'a le konslalo (petite maison). Dans la cohésion ils travaillaient le même feu hors celui de Leguema était noble(sansan) donc il ne devrait pas travailler avec le feu. Comme lui il est mélangé par la forge, il fait appel à son petit frère qui à Leguema, qui sera le maître des sacrifices du village et des coutumes. C'est pour cela il n'y a qu'une seule famille sansan (noble) à pala. Comme les autres étant forgerons, l'autre sacrificateur n'avait pas de quoi se nourrir, sa famille a envoyé dire que s'il n'y a rien à faire là bas il n'a qu'à rentrer chez lui et les 02 premiers se sont entendus, ils ont fait appel à la famille du jeune frère provenant de leguema ils ont pris un cheval parcourir de pala vers l'est toute la foret(...) et ils ont fait des sacrifices puis ils l'ont attribué d'en faire son champ. Donc toutes les terres cultivables de pala reviennent sansan, l'unique famille non forgeronne! De ce fait les sansans sont à la tête de tout  coutume à Pala. Ils sont donc les chefs coutumiers de ce village.

## Éducation et santé
Le centre de soins le plus proche de Pala est le centre de santé et de promotion sociale (CSPS) de Matourkou, ainsi que les hôpitaux de Bobo-Dioulasso.